# NWE Nr. 11 bis 22
Die Nordhausen-Wernigeroder Eisenbahn-Gesellschaft (NWE) reihte mit den Nummern 11 bis 22 zwölf Lokomotiven Bauart Mallet in ihren Bestand ein. Ab 1950 wurden die Lokomotiven durch die Deutsche Reichsbahn als Baureihe 99.590 bezeichnet.

## Geschichte
Kurz nach dem Gründungsjahr wurde 1897 die zweite Baureihe von Lokomotiven für die NWE von Arnold Jung in Jungenthal geliefert, die erste Lok wurde als NWE 11 eingereht. Sehr schnell wuchs der Bestand auf zwölf Loks, davon wurden neun von Jung und drei von der Mecklenburgischen Waggonfabrik-Aktiengesellschaft in Güstrow gebaut. Die Lokomotiven galten als sehr zuverlässig. 
Im Ersten Weltkrieg mussten sechs Loks (darunter alle Loks aus Güstrow) an die Heeresfeldbahnen abgegeben werden, sie kamen von ihrem Einsatz dort nicht wieder zurück.
1927 verunglückte eine Lok (NWE 12II) mit ihrem Zug im Thumkulenthal schwer. Die Lok, ein Personenwagen und der Packwagen wurden so schwer beschädigt, dass sie an Ort und Stelle zerlegt werden mussten. 
Mitte der 1950er Jahre kamen die Neubauloks der Baureihe 99.23–24 zur Harzquerbahn. Daher wurden die Malletlokomotiven dort nicht mehr benötigt und wurden zur Selketalbahn umstationiert. 

### Verbleib
Zwei Maschinen wurden verschrottet: 99 5905 (1975) und 99 5904 (1990). Die anderen drei Loks blieben im Bestand der Harzer Schmalspurbahnen.
99 5901 und 99 5903 wurden wieder im historischen Grün mit gelben Verzierungen lackiert. Außerdem bekamen sie wieder ihre historischen Nummern angeschrieben: NWE 11 und NWE 13II (vor 1918 war es die Nummer 18). Seit 1998 ist die 99 5901 wieder schwarz lackiert. Lok 99 5902 besaß bei der NWE zuletzt die Bezeichnung NWE 12III (bis 1927 Nummer 14) und war seit 2007 mit grüner Lackierung unterwegs. Nach Ablaufen aller Fristen bei der 99 5903 wurde sie im Jahr 2000 von der Wartung zurückgestellt.
Der aktuelle Fahrzeugbestand:
- 99 5901: abgelaufene Fristen, Riss in einer Hallschen Kurbel, wartet auf HU
- 99 5902: Nach längerer Abstellzeit wegen eines Risses in einer Hallschen Kurbel 2023 zur Hauptuntersuchung ins Dampflokwerk Meiningen.
- 99 5903: Fristen abgelaufen seit dem Jahr 2000, von der Instandsetzung zurückgestellt.

Eine ähnliche Lokomotive ist die von der Maschinenbau-Gesellschaft Karlsruhe gebaute 99 5906, die seit 2023 betriebsunfähig abgestellt ist.

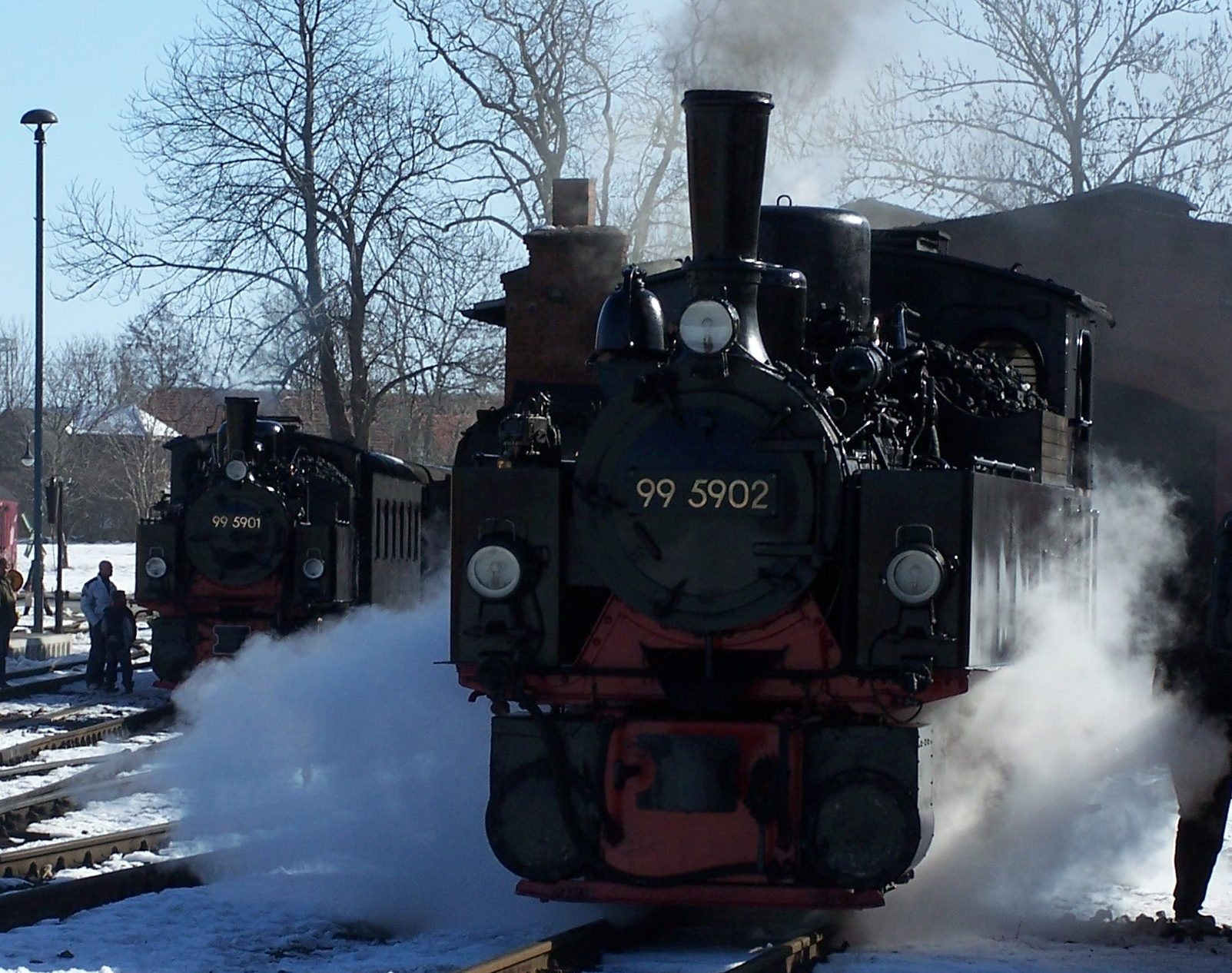
99 5901 und 5902 in Gernrode
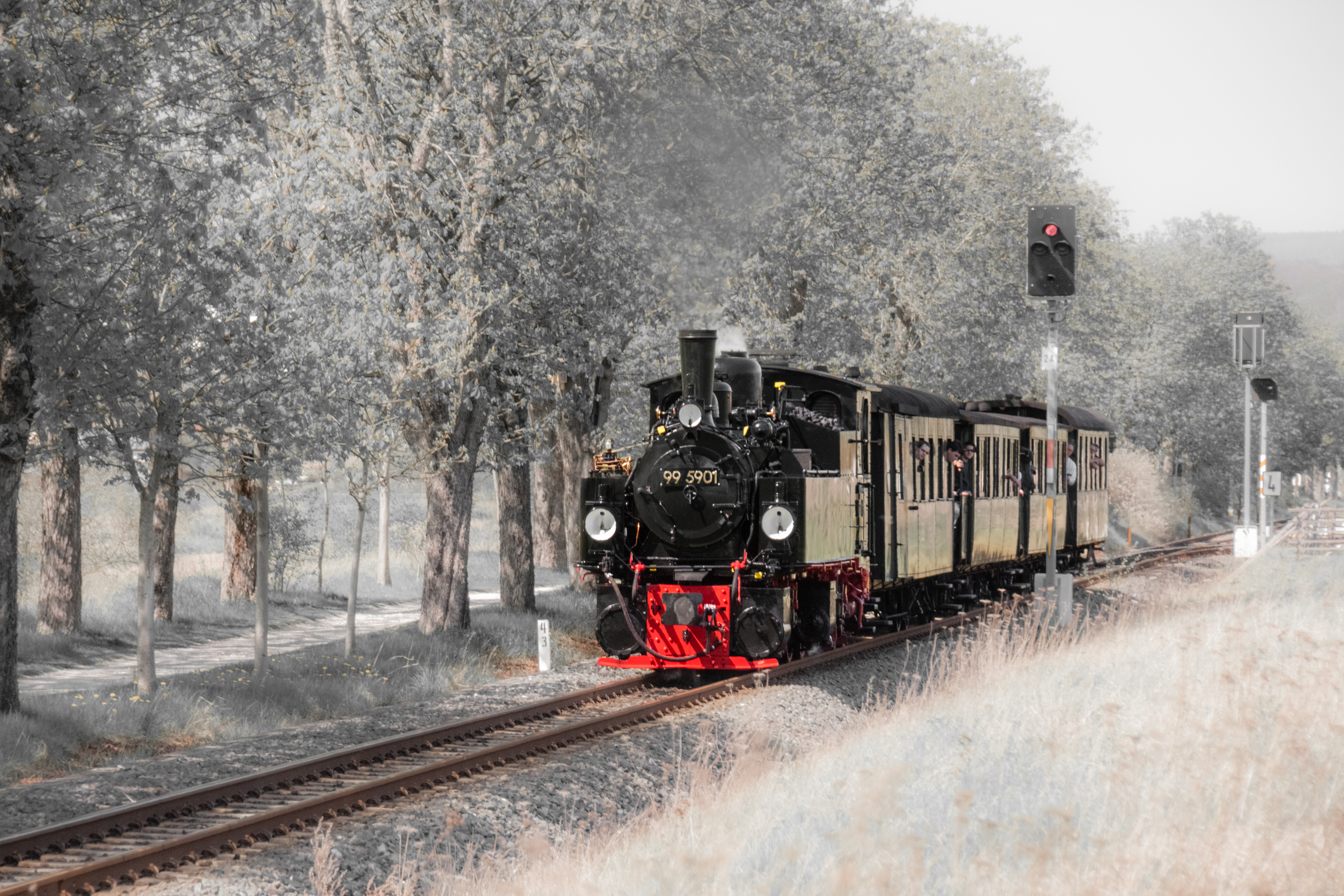
99 5901 Ausfahrt Nordhausen-Krimderode
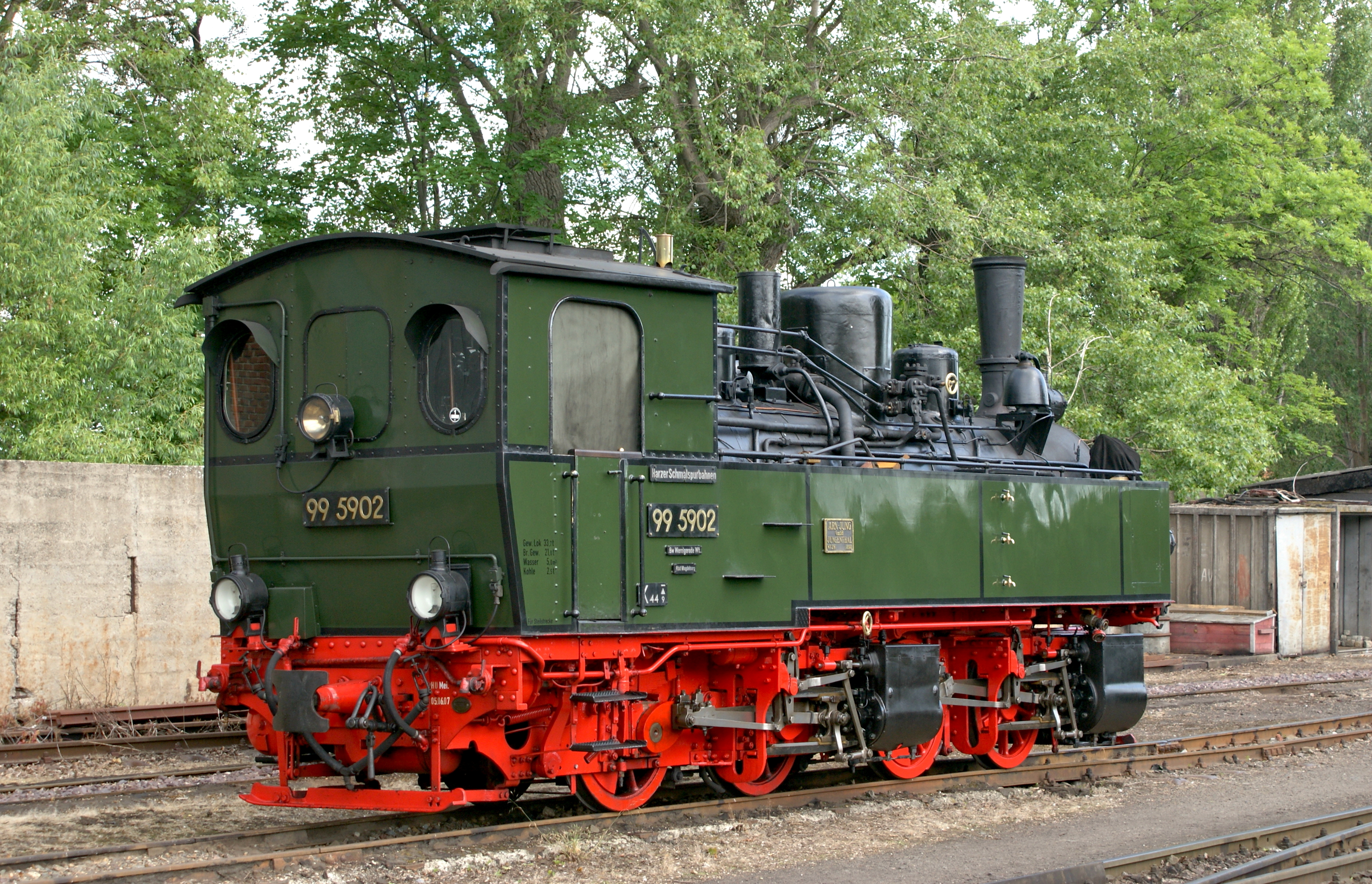
99 5902 in Wernigerode-Westerntor
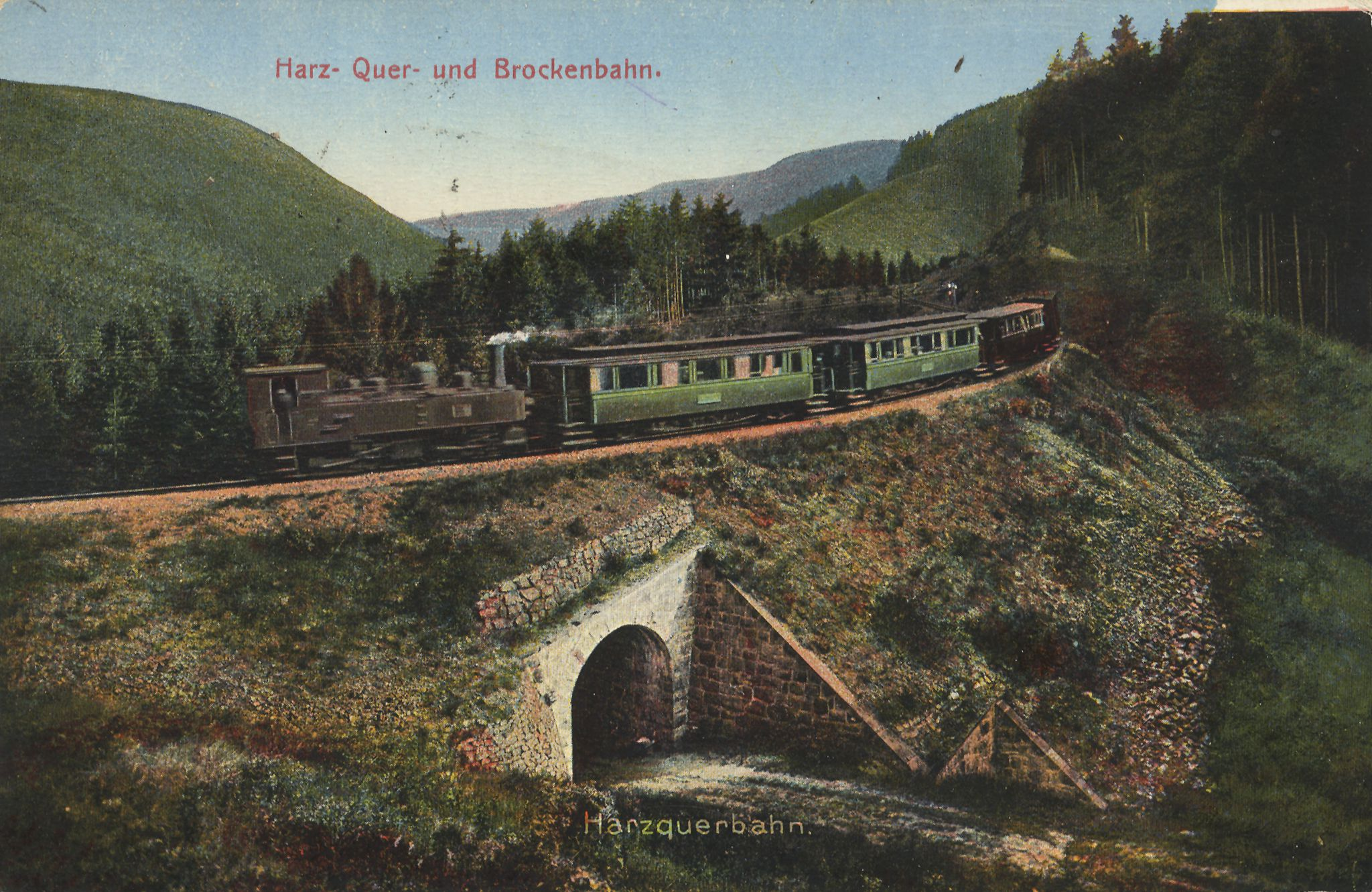
Historische Ansichtskarte